# Айрольди, Карло
Карло Айрольди (итал. Carlo Airoldi, 21 сентября 1869, Ориджо, Италия — 18 июня 1929, Милан, Италия) — итальянский бегун-марафонец, знаменитый благодаря своему пешему путешествию на Олимпиаду 1896 года.

## Ранняя жизнь
Айрольди родился в Ориджио около Саронно, в крестьянской семье. Он начал участвовать в спортивных соревнованиях на территории Варезе (первый документированный случай был в Горла), а затем на национальных и международных конкурсах, где он одолел своего основного соперника на то время, Луи Ортегью Марселя. В 1892 году он победил в забеге Лекко — Милан, затем и в забеге Милан — Турин. Он стал знаменитым очень быстро и был одним из выдающихся бегунов-марафонцев своего времени. Его самым большим успехом стала победа в забеге Милан — Барселона (сентябрь 1895 года), соревнования, разделённого на 12 этапов и длиной в общей сложности 1050 км. Эта победа принесла ему 2000 песет.

## Олимпийские игры
Айрольди стремился участвовать в Олимпийских играх в Афинах в 1896 году и имел хорошие шансы на победу. Ему, однако, нужны были деньги, чтобы добраться до греческой столицы. Он попросил денег у директора известного журнала того времени — «La Bicicletta» — и сказал, что его путешествие обойдётся дёшево. Он должен был пешком проследовать через Австро-Венгрию, Турцию и Грецию — целое авантюрное путешествие, в течение которого он должен был проходить 70 км в день для того, чтобы прибыть в Афины к установленному сроку. Журнал должен был задокументировать все этапы его пути и помочь предоставить ему необходимую информацию.
Журнал принял его предложение, и его путешествие началось. Этап из Милана в Сплит, проходивший через Триест и Фиуме, был пройден без проблем. Айрольди намеревался пройти вдоль хорватского побережья, то есть через Котор и Корфу. К сожалению, до прибытия в Дубровник он упал и повредил руку, из-за чего был вынужден провести два дня в палатке. Он был против пересечения Албании на ногах, поэтому сел на австрийскую лодку, взявшую его в Патрах, откуда он продолжал путь в Афины пешком по шпалам железной дороги, так как обычных дорог не было.
После своего 28-дневного путешествия Айрольди не смог принять участие в олимпийском марафоне. Он отправился в королевский дворец, чтобы записаться на игры, где был расспрошен главой Олимпийского комитета. Тот решил, что получение денег за победу в забеге Милан — Барселона означает, что Айрольди считается профессиональным спортсменом и, следовательно, не может участвовать в Играх. Из Италии были направлены телеграммы с протестом, но ничего не получалось: Айрольди не был допущен к участию. В Италии существовало сильное убеждение, что организаторы не позволяют сильному сопернику участвовать в марафоне, так как греки хотят победить. Айрольди никогда не признавал этого решения и бросил вызов Спиридону Луису — победителю олимпийского марафона. Однако вызов не был принят.

## Последующие годы
По возвращении домой Айрольди много раз пытался побить рекорд Спиридона Луиса, но это ему так и не удалось. Он продолжал участвовать в марафонах, в основном в Ломбардии и Швейцарии, где женился и работал (он работал в Берне и Цюрихе). В конце концов он переехал в Южную Америку в поисках счастья.